# Puchałowo
Puchałowo (deutsch Puchallowen, 1936 bis 1945 Windau) ist ein kleiner Ort in der polnischen Woiwodschaft Ermland-Masuren und gehört zur Landgemeinde Janowo im Powiat Nidzicki (Kreis Neidenburg).

## Geographische Lage
Puchałowo liegt in der südwestlichen Mitte der Woiwodschaft Ermland-Masuren, 20 Kilometer östlich der Kreisstadt Nidzica (deutsch Neidenburg).

## Geschichte
Das kleine nach 1785 Puchalowen genannte Dorf wurde 1707 gegründet. 1874 wurde es in den neu errichteten Amtsbezirk Roggen (polnisch Róg) im ostpreußischen Kreis Neidenburg eingegliedert. 320 Einwohner zählte Puchallowen im Jahre 1910, im Jahre 1933 waren es 317.
Aus politisch-ideologischen Gründen der Abwehr fremdländisch klingender Ortsnamen wurde Puchallowen am 8. August 1936 in „Windau“ umbenannt. Die Zahl der Einwohner belief sich 1939 auf 315.
1945 wurde Windau in Kriegsfolge mit dem gesamten südlichen Ostpreußen an Polen überstellt. Der Ort erhielt die polnische Namensform „Puchałowo“ und ist heute in die Landgemeinde Janowo im Powiat Nidzicki (Kreis Neidenburg) eingegliedert, bis 1998 der Woiwodschaft Olsztyn, seither der Woiwodschaft Ermland-Masuren zugehörig. Im Jahre 2011 zählte Puchałowo 18 Einwohner.

## Kirche

### Evangelisch
Bis 1945 hatte Puchallowen/Windau eine evangelische Kirche, ein schlichtes Gebäude, das ein kleiner Dachreiter mit Glocke als Gotteshaus kenntlich machte. Daneben stand das Pfarrhaus, in dem ab dem 1. Oktober 1901 die Stelleninhaber der zweiten Pfarrstelle der Kirchengemeinde Muschaken, ab 1913 reguläre Ortspfarrer ihren Amtssitz hatten.
An der Kirche in Puchallowen/Windau amtierten die Pfarrer:
- Fritz Mrotzeck, 1901–1904 und 1913–1932
- Johann Gustav Boehm, 1904–1905
- Ernst Max Friedrich Thews, 1905–1907
- Eugen Waldemar Gayk, 1908–1909
- Erhard Torinus, 1932–1941
- Siegfried Sonnenberg, 1941–1945

Die Gemeinde war mit der Mutterkirche Muschaken der Kirchenprovinz Ostpreußen der Kirche der Altpreußischen Union zugeordnet. Flucht und Vertreibung der einheimischen Bevölkerung in Kriegsfolge setzten dem Leben der Gemeinde hier und in Muschaken ein Ende. Heute in Puchałowo lebende evangelische Kirchenglieder gehören zur Kirchengemeinde in Róg (Roggen), einer Filialgemeinde der Pfarrei in Nidzica (Neidenburg) in der Diözese Masuren der Evangelisch-Augsburgischen Kirche in Polen.

### Römisch-katholisch
Vor 1945 war Puchallowen/Windau in die römisch-katholische Kirche Neidenburg eingepfarrt, Heute gehört Puchałowo zur Pfarrkirche in Muszaki (Muschaken) im Erzbistum Ermland.

## Verkehr
Puchałowo liegt an der verkehrsreichen Woiwodschaftsstraße 604, die die Städte Nidzica (Neidenburg) und Wielbark (Willenberg) miteinander verbindet. Noch bis Anfang der 1950er Jahre führte eine Nebenstraße von Małga (Malga) über Niedźwiedź (Malgaofen) und Sadek (Saddek, 1938 bis 1945 Gartenau) nach Puchałowo. Mitsamt den drei Orten ist die Straße zwecks Anlage eines militärischen Übungsgeländes zerstört worden.
Puchallowen wurde im Jahre 1900 Bahnstation an der Bahnstrecke Nidzica–Wielbark (PKP-Linie 225), die aber derzeit nicht befahren wird.